# New Schoolgirl
〈New Schoolgirl〉은 대한민국의 걸 그룹 애프터 스쿨의 데뷔 싱글이다. 2009년 1월 15일에 발매되었으며, 타이틀 곡은 〈AH〉이다.

## 특징
타이틀곡인 〈AH〉는 용감한 형제가 총 프로듀서를 맡아 작업하였으며, 한국의 푸시캣 돌스라는 컨셉답게 일렉트로닉 사운드를 기반으로 강한 멜로디와 중독성이 특징이다. 지금까지의 걸 그룹과는 차별되어 파격적이고 파워풀 하고 역동적인 곡이다. 또한 〈AH〉의 뮤직비디오는 학교를 배경으로 전개되었는데, 마르코가 노 개런티로 선생님 역할로 출연하기도 하였다.
1번 트랙에 있는 〈Play Girlz〉는 애프터스쿨의 이미지를 잘 보여주는 강한 비트의 힙합곡으로 훗날 애프터스쿨의 정식 팬클럽 명칭으로도 사용된다. 3번 트랙의 〈나쁜 놈〉은 타이틀 곡의 활동이 끝난 뒤 후속곡으로 활동할 예정이였지만 비속어 사용으로 인하여 지상파 3사 모두 방송 불가 판정을 받아 모두 무산되었고, 나중에 첫 공식 팬미팅 때 공연하였다.

## 논란
"AH" 활동 중 숏팬츠, 롱부츠 등 파격적인 의상 콘셉트로 대중들에게 지적을 받기도 하였으나, 소속사 측은 파워풀하고 자유분방함을 표현하기 위한 전략적 의상이라며 해명하였다. 타이틀곡 활동이 끝난 뒤 후속곡으로 준비하였던 〈나쁜 놈〉은 가사 중 비속어가 포함되어 있다는 이유로 지상파 3사로부터 모두 방송 부적합 판정을 받으면서, 후속곡의 활동은 모두 무산되어 싱글 1집 "New Schoolgirl" 활동을 종료하였다.

## 발자취
1. 2009년 1월 15일: 티저영상 공개
2. 2009년 1월 17일: MBC 음악중심 데뷔 무대

## 수록곡
| #             | 제목           | 작사          | 작곡                    | 편곡          | 재생 시간 |
| ------------- | -------------- | ------------- | ----------------------- | ------------- | --------- |
| 1.            | 〈Play Girlz〉 | Question      | 용감한 형제             | 용감한 형제   | 1:30      |
| 2.            | 〈AH〉         | 용감한 형제   | 용감한 형제, 별들의전쟁 | 용감한 형제   | 3:09      |
| 3.            | 〈나쁜놈〉     | 용감한 형제   | 용감한 형제             | 용감한 형제   | 2:53      |
| 4.            | 〈AH〉 (Inst.) |               | 용감한 형제, 별들의전쟁 | 용감한 형제   | 3:09      |
| 총 재생 시간: | 총 재생 시간:  | 총 재생 시간: | 총 재생 시간:           | 총 재생 시간: | 10:41     |